# برايان كلارك (لاعب كرة قدم كندية)
برايان كلارك (بالإنجليزية: Brian Clark)‏ هو لاعب كرة قدم كندية أمريكي، ولد في 5 مايو 1974 في كوينسي في الولايات المتحدة.